# Aragosaurus
Aragosaurus là một chi khủng long, được Sanz Buscalioni Casanovas-Cladellas (as Casanovas) & Santafe mô tả khoa học năm 1987.